# Look Back
Look Back (ルックバック?, Rukku bakku) è un manga scritto e disegnato da Tatsuki Fujimoto pubblicato sulla rivista Shōnen Jump+ nel luglio 2021. In Italia è stato pubblicato da Star Comics. Racconta la storia di Ayumu Fujino, una giovane aspirante mangaka che, spinta dalla rivalità e dall'amicizia con una compagna di classe hikikomori, si impegna a migliorare la propria abilità e a trovare uno scopo nel fare arte.
Il manga ha ricevuto una trasposizione anime nel giugno 2024 ad opera dello Studio Durian, distribuita da Prime Video il 7 novembre 2024.
L’adattamento anime ha vinto il Chrunchyroll Anime Award come miglior lungometraggio ai Chrunchyroll Anime Awards del 2025

## Trama
Ayumu Fujino è una studentessa delle scuole elementari. Appassionata e portata per il disegno, cura una striscia per il giornalino scolastico. Per tutto il suo percorso scolastico è ammirata dagli altri compagni e per questo pensa di poter essere una promettente mangaka, ma quando sul giornalino viene pubblicata per la prima volta una striscia di Kyomoto, una studentessa non frequentante che segue le lezioni da casa per motivi non meglio precisati, finirà per ricredersi.
Fujino si rende conto infatti che la rivale ha uno stile assai migliore del suo e sviluppa così un'ossessione per migliorarsi, al punto di arrivare ad isolarsi e allontanarsi da i propri cari pur di affinare le sue abilità. Ciò non basta e, resasi conto di essere inferiore alla compagna, medita di smettere con il disegno. Terminata la scuola elementare, viene incaricata dal maestro di consegnare lei stessa il diploma a Kyomoto, avendo quest'ultima disertato anche la cerimonia di fine corso.
Recatasi a casa della compagna, Fujino scopre che la rivale soffre di agorafobia e che in realtà quest'ultima nutre nei suoi confronti una autentica venerazione, chiedendole addirittura un autografo. L'incontro tra le due sarà l'inizio di un'amicizia inaspettata che porterà ad un sodalizio artistico appassionante ed emotivamente intenso.

## Media

### Manga
Il manga autoconclusivo in 143 pagine, scritto e illustrato da Tatsuki Fujimoto, è stato pubblicato dapprima sulla piattaforma online Shōnen Jump+ di Shueisha. È stato poi raccolto in un volume unico dalla stessa casa editrice giapponese e pubblicato il 3 settembre 2021.

### Anime
A inizio 2024 è stato annunciato un adattamento anime prodotto dallo Studio Durian e diretto da Kiyotaka Oshiyama, il quale si è occupato anche della sceneggiatura e del character design. La colonna sonora è stata composta da Haruka Nakamura.
Il film è stato proiettato al Festival internazionale del film d'animazione di Annecy dello stesso anno, nella sezione "Annecy Presents", una selezione non competitiva pensata per mettere in mostra il meglio del panorama di animazione internazionale. Ha debuttato nei cinema giapponesi il 28 giugno 2024.
Il film è stato distribuito a livello globale su Prime Video il 7 novembre 2024.